# Torgeir Børven
Torgeir Børven, né le 3 décembre 1991 à Øystese (en) en Norvège, est un footballeur norvégien qui évolue au poste d'avant-centre à l'Odds BK.

## Biographie

### Odds BK
Né à Øystese (en) en Norvège, Torgeir Børven est formé par l'Odds BK. C'est avec ce club qu'il débute en professionnel, le 28 septembre 2009 contre le SK Brann en championnat. Il entre en jeu ce jour-là et se distingue en inscrivant son premier but et en délivrant une passe décisive, ce qui n'est pas suffisant pour rapporter des points à son équipe, qui s'incline ce jour-là (4-2).
Le 26 septembre 2010 Børven réalise un quadruplé face au Sandefjord Fotball, lors d'un match de championnat que son équipe remporte sur le score de cinq buts à zéro.

### Vålerenga Fotball
En août 2012, Torgeir Børven rejoint Vålerenga. 
Il joue son premier match pour le club le 26 août 2012, lors d'une rencontre de championnat contre le Molde FK. Titularisé ce jour-là, il ne peut empêcher la défaite de son équipe (2-0 score final). Børven inscrit son premier but dès la journée suivante, le 31 août 2012, contre le Sandnes Ulf. Il est titularisé et participe à la victoire de son équipe par quatre buts à zéro.

### FC Twente
Après une saison convaincante à Vålerenga, Torgeir Børven s'engage le 1er janvier 2014 avec le FC Twente aux Pays-Bas, pour un contrat courant jusqu'en juin 2018. Le 2 février suivant, il réalise sa première apparition en faveur de Twente, lors d'un match de championnat remporté face au SC Cambuur (3-1). Il inscrit son premier but dès son deuxième match, lors de la journée suivante, le 5 février, face au SC Heerenveen. Après être entré en jeu, il inscrit le second but de son équipe (0-2). Le 12 avril de la même année, il est l'auteur d'un doublé lors d'une victoire face à Roda JC (3-0). Malgré ses débuts prometteurs, Børven ne parvient pas à s'imposer à Twente, jouant au total 42 matchs pour seulement quatre buts.

### Retour à l'Odds BK
Le 18 février 2018, Torgeir Børven effectue son retour dans le club de ses débuts, l'Odds BK, pour un contrat courant jusqu'en juillet 2020.
Lors de la saison 2019, Torgeir Børven termine meilleur buteur du championnat avec 21 réalisations, en 30 matchs.

### Rosenborg BK
Le 30 juin 2020 est annoncé le transfert de Torgeir Børven au Rosenborg BK pour un contrat courant jusqu'en 2022.

### MKE Ankaragücü
Le 30 septembre 2020, Torgeir Børven rejoint la Turquie en s'engageant avec le MKE Ankaragücü. 
En juillet 2021, à peine un an après avoir recruté Børven, le MKE Ankaragücü annonce se séparer du joueur. 

### Gaziantep FK
Le 30 juillet 2021, Torgeir Børven s'engage en faveur d'un autre club turc, le Gaziantep FK. 

### Retour à Vålerenga
Le 12 août 2022, Torgeir Børven fait son retour dans son pays natal ainsi qu'au Vålerenga Fotball. Il signe un contrat courant jusqu'en décembre 2024 et vient notamment pour remplacer Viðar Örn Kjartansson, parti pour l'Atromitos FC.

### Deuxième retour à l'Odds BK
En février 2024, Torgeir Børven retourne une nouvelle fois à l'Odds BK, le club de ses débuts. Il laisse alors entendre qu'il compte y terminer sa carrière.

### En sélection
Le 17 novembre 2010, Torgeir Børven fête sa première sélection avec l'équipe de Norvège espoirs, face à la Grèce. Il débute la partie en tant que titulaire, et son équipe s'incline sur le score de un but à zéro. Le 6 octobre 2011, il inscrit son premier et unique but pour les espoirs, lors d'une victoire face à l'Azerbaïdjan (0-2).

## Distinctions personnelles
- Meilleur buteur du Championnat de Norvège saison 2019